# The King of Staten Island
The King of Staten Island ist ein Film von Judd Apatow, der Teilnehmern des Tribeca Film Festivals ab 15. April 2020 online erstmals zur Verfügung gestellt wurde. Es handelt sich um eine teilweise Filmbiografie über den Stand-up-Comedian Pete Davidson.

## Handlung
Scott Carlin ist in Staten Island aufgewachsen. Sein Vater war Feuerwehrmann und verlor bei den Löscharbeiten eines Hotelbrandes sein Leben. Der damals 7-jährige Scott idealisierte seinen Vater fortan und ist nie über dessen Tod hinweggekommen.
17 Jahre später lebt Scott noch immer im Haus seiner Mutter Margie und hat die Schule abgebrochen. Er hängt mit seinen Kumpels im Keller ab, raucht Marihuana und überredet sie immer wieder, sich von ihm tätowieren zu lassen. Als er Ray begegnet, dem neuen Freund seiner Mutter, der ebenfalls Feuerwehrmann ist, lernt er durch ihn diese Gemeinschaft besser kennen und erfährt, dass sein Vater nicht nur der strahlende Held war.

## Biografisches
Pete Davidsons Vater Scott Matthew arbeitete als Feuerwehrmann beim New York City Fire Department und kam am 11. September 2001 bei den Rettungsarbeiten während der Terroranschläge in New York ums Leben. Im Alter von 16 Jahren begann er seine ersten Versuche als Stand-up-Comedian in einer Bowlinghalle in Staten Island, wo eine Gruppe von Freunden ihn ermutigte, auf die Bühne zu gehen. Seit seinem Teenageralter leidet Davidson an Morbus Crohn. Er besuchte die St. Joseph by the Sea High School, dann die Tottenville High School und schließlich die Xaverian High School in Brooklyn, wo er 2011 seinen Abschluss machte.

## Produktion

### Stab und Besetzung
Regie führte Judd Apatow, der gemeinsam mit Davidson und Dave Sirus auch das Drehbuch schrieb. Michael Meyns bemerkt zu Staten Island, wo nicht nur Scott im Film lebt, sondern auch Davidson aufwuchs, und dem Film seinen Titel gab, dieser New Yorker Stadtteil liege durch seine Randlage weit weg vom Glamour Manhattans und dementsprechend oft als „Insel der Versager“ und all derer, die es nicht geschafft haben. Karsten Munt schreibt in der Berliner Zeitung, Davidson trage etwas Neues, Persönliches auf die Apatow-Schablone auf. The King of Staten Island basiere zu weiten Teilen auf Davidsons Leben, das eben nicht die bürgerliche Unbeschwertheit früherer Apatow-Komödien zeigt, sondern ein Kindheitstrauma und eine echte Depression. Davidson bringe ein unwiderstehliches, stets von Melancholie unterlaufenes Charisma aus seiner Vergangenheit in den Film ein, so Munt: „Seine Heimat, die ,Müllinsel‘ Staten Island, die das Proletariat New Yorks beherbergt, ersetzt die komfortablen, sozial gut abgesicherten Vorstädte, die Apatows Filme in der Bush-Ära bevölkert haben.“
Der Film macht aus dem Nachwuchskomiker einen erfolglosen Tattoo-Zeichner und spinnt in der Handlung fort, was aus Davidson hätte werden können, wenn er nicht das Ventil gefunden hätte, als Komiker seine Dämonen nach außen zu kehren. Der 9/11-Hintergrund wurde ganz weggelassen. Dennoch ist der Film Davidsons Vater gewidmet.
Davidson heißt im Film Scott Carlin. Marisa Tomei spielt seine Mutter Margie, Maude Apatow seine Schwester Claire. Bel Powley ist in der Rolle von Kelsey zu sehen, die er seit Kindertagen kennt und mit der er mittlerweile ein zwangloses Sexverhältnis unterhält. Bill Burr spielt Ray, den neuen Freund seiner Mutter, der ebenfalls Feuerwehrmann ist.

### Filmmusik und Veröffentlichung
Die Filmmusik wurde von Michael Andrews komponiert. Das Soundtrack-Album, das insgesamt sechs Musikstücke umfasst, wurde am 10. Juni 2020 von Back Lot Music als Download veröffentlicht.
Der Film sollte am 13. März 2020 als Eröffnungsfilm des South by Southwest Film Festivals seine Premiere feiern. Wenige Tage vor Beginn des Festivals wurde dieses aufgrund der Coronavirus-Pandemie auf einen unbekannten Zeitpunkt verschoben, somit auch die Premiere des Films. Mitte April 2020 sollte der Film im Rahmen des Tribeca Film Festivals gezeigt werden, allerdings wurde auch dieses verschoben. Dennoch wurde der Film von 15. bis 26. April 2020, dem ursprünglichen Zeitfenster des Festivals, online zur Verfügung gestellt. Anfang Mai 2020 stellte Universal Pictures den ersten Trailer vor. Nachdem der Film ursprünglich am 19. Juni 2020 in die US-amerikanischen und am 30. Juli 2020 in die deutschen Kinos kommen sollte, wird der Film seit 12. Juni 2020 als Video-on-Demand angeboten. Am 5. März 2022 wurde The King of Staten Island in das Programm von Amazon Prime Video aufgenommen.

## Rezeption

### Altersfreigabe und Kritiken
In den USA erhielt der Film von der MPAA ein R-Rating, was einer Freigabe ab 17 Jahren entspricht. In Deutschland wurde der Film von der FSK ab 12 Jahren freigegeben.
Der Film konnte bislang 75 Prozent aller Kritiker bei Rotten Tomatoes überzeugen und erhielt hierbei eine durchschnittliche Bewertung von 6,9 der möglichen 10 Punkte.

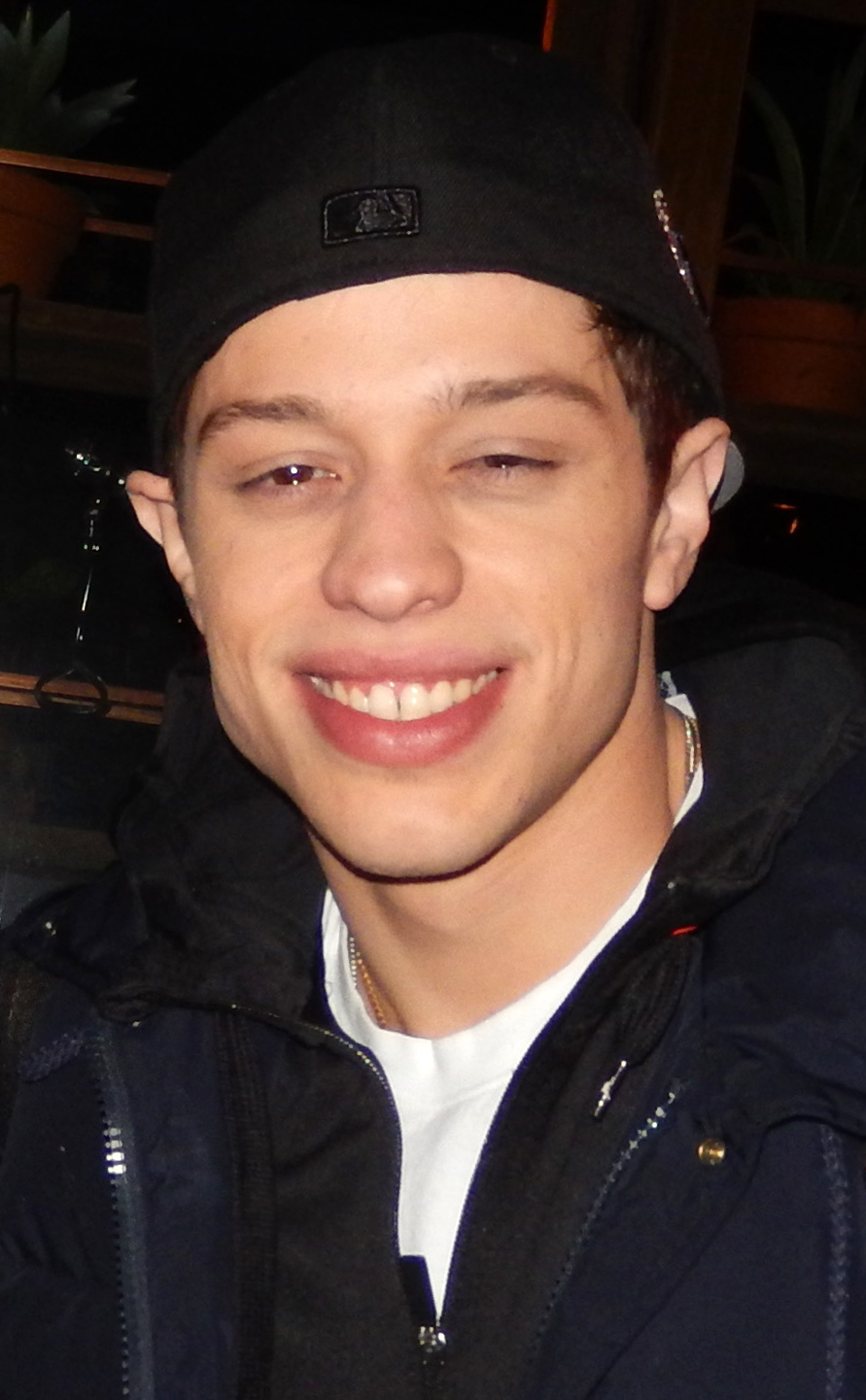
Pete Davidson

Thomas Abeltshauser von epd Film schreibt, der Film sei das deutlichste Produkt des Exorzismus innerer Dämonen von Pete Davidson und der Familientherapie mit den Mitteln der Comedy, dessen Ton Regisseur Judd Apatow von anfangs recht brachialem Slackerhumor fließend in Mitgefühl wandele: „Eine interessante, wenn auch nicht immer trittfeste Gratwanderung zwischen sarkastischem Witz und rührseligem Friedenschließen mit den Wunden der eigenen Herkunft.“ Dazu müsse man Davidsons Biografie nicht kennen, so Abeltshauser.
Karsten Munt schreibt in der Berliner Zeitung, The King of Staten Island werfe einen mit Marihuana-Dunst verhangenen Blick zurück auf diese Zeit und mäandere an der Seite von Scott den fünften Stadtteil New Yorks und das hier beheimatete Blue-Collar-Amerika entlang, wo die traurige Gegenwart längst angekommen ist: „Vielleicht braucht dieses vergessene und abgehängte Amerika genau diesen verletzlichen und liebenswerten König. Auch wenn der seine Bestimmung noch nicht gefunden hat.“
Michael Meyns, Filmkorrespondent der Gilde deutscher Filmkunsttheater schreibt, ohne Staten Island zu verklären, zeige Judd Apatow ihren Charme, ihre ganz besondere Aura, die sie im Schatten der Hochhäuser Manhattans zu so etwas wie einer Oase der Normalität macht. Und am Ende realisiere Scott genau das: „Auch wenn er mit seinen vielen Tattoos aus der Masse heraussticht, so verkehrt ist es nicht, ein ganz normales Leben, auch ein bisschen durchschnittliches Leben zu führen.“

### Auszeichnungen
Artios Awards 2021
- Nominierung in der Kategorie Big Budget – Komödie[21]

Critics’ Choice Movie Awards 2021
- Nominierung als Beste Komödie[22]

People’s Choice Awards 2020
- Nominierung als Beste Filmkomödie des Jahres
- Nominierung als Bester Schauspieler in einer Filmkomödie (Pete Davidson)[23]

Set Decorators of America Awards 2021
- Nominierung für das Beste Szenenbild in einer Komödie oder einem Musical (David Schlesinger & Kevin Thompson)[24]

Sunset Circle Awards 2020
- Nominierung als Bester Film
- Nominierung als Bester Nebendarsteller (Bill Burr)
- Nominierung als Bestes Schauspielensemble[25]

## Synchronisation
Die deutsche Synchronisation entstand nach einem Dialogbuch und der Dialogregie von Nana Spier im Auftrag der Iyuno Germany.
| Darsteller           | Synchronsprecher          | Rolle                          |
| -------------------- | ------------------------- | ------------------------------ |
| Pete Davidson        | Marcel Collé              | Scott Carlin                   |
| Bill Burr            | Frank Röth                | Ray Bishop                     |
| Marisa Tomei         | Claudia Lössl             | Margie Carlin                  |
| Bel Powley           | Tanya Kahana              | Kelsey                         |
| Ricky Velez          | Constantin von Jascheroff | Oscar                          |
| Maude Apatow         | Luisa Wietzorek           | Claire Carlin                  |
| Steve Buscemi        | Santiago Ziesmer          | Papa                           |
| Lou Wilson           | Tim Sander                | Richie                         |
| Luke David Blumm     | Moritz Hübscher           | Harold                         |
| Moisés Arias         | Hannes Maurer             | Igor                           |
| John Sorrentino      | Jörg Hengstler            | Captain Palazzo                |
| Giselle King         | Runa Aléon                | Feuerwehrfrau Jaylen Patterson |
| Hank Strong          | Kevin Kraus               | Feuerwehrmann Gardner          |
| Domenick Lombardozzi | Matti Klemm               | Feuerwehrmann Lockwood         |
| Rafael Poueriet      | Georgios Tzitzikos        | Feuerwehrmann Morales          |
| Mario Polit          | Reinhard Scheunemann      | Feuerwehrmann Rivera           |
| Jimmy Tatro          | Jannik Endemann           | Feuerwehrmann Savage           |
| Mike Vecchione       | Michael Iwannek           | Feuerwehrmann Thompson         |
| Pamela Adlon         | Vera Teltz                | Gina                           |
| Pauline Chalamet     | Moira May                 | Joanne                         |
| Kevin Corrigan       | Hans Hohlbein             | Joe                            |
| Lynne Koplitz        | Victoria Sturm            | Joy                            |
| Alexis Rae Forlenza  | Hedwig Krämer             | Kelly                          |
| Carly Aquilino       | Alice Bauer               | Tara                           |
| Derek Gaines         | Nico Sablik               | Zoots                          |